# Victor Eftimiu
Victor Eftimiu (n. 24 ianuarie 1889, Boboshticë, Korçë, Albania – d. 27 noiembrie 1972, București) a fost un dramaturg, eseist, povestitor, scriitor și traducător român de origine macedoromână, respectiv membru al Academiei Române și francmason român din perioada interbelică.

## Biografie

Bustul lui Victor Eftimiu, amplasat în curtea casei în care a locuit, lângă Parcul Cișmigiu.
Bustul i-a fost comandat de Victor Eftimiu lui Dimitrie Paciurea în 1929 și dramaturgul l-a instalat, cu de la sine putere, în parcul Cișmigiu, de unde, în urma protestelor, a fost scos, în ciuda voinței "proprietarului", și amplasat pe locul actual.

Victor Eftimiu - placă comemorativă montată pe casa în care a locuit, Intrarea Victor Eftimiu, București

Victor Eftimiu s-a născut la Boboshticë în ținutul Korçë, Albania, al doilea din cei 12 copii ai negustorului aromân Gheorghe [Jorgo] Eftimiu (bunicul se numea Eftimie [Timco] Cavali) și ai Marianei (născută Cociu), zisă și Economu, fiică de preot. Între  anii 1895-1897 urmează clasele primare în limba greacă, în comuna natală. În anul 1897 este înscris, în București, la școala primară de pe strada Silvestru, stradă, unde tatăl avea o băcănie. Se stabilește definitiv în România în 1905.
Director al teatrelor Comedia (1913) și Național (1920, 1930 și 1944-1945), director general al teatrelor (1920), al Teatrului Național și al Operei din Cluj (1 august - 31 decembrie 1927). A colaborat la ziarele și revistele vremii, între care: Luceafărul (la care a și debutat în 1904), Viața literară (1906), Țara noastră. În 1932 primește Premiul Național pentru Literatură, iar la 31 mai 1948 este ales membru titular al Academiei Române.
Începând cu anul 1912 publică povestiri, teatru, eseu, interviuri în presa franceză (cotidiene, reviste teatrale etc.). Piesele de teatru îi sunt jucate atât în România, cât și în Franța, Albania etc. „La 21 de ani (vârsta ultimă a lui Labiș), va apărea cu traduceri în Anglia și Franța, iar volumul său „Cantes roumains” s-a bucurat de aprecierea superlativă a lui Laurent Tailhade: „Victor Eftimiu este unul dintre aceia care va popula într-o zi toate memoriile. Merită să fi cucerit Franța. I-o dă dreptul poezia și talentul.”
În 1935 obține în francmasonerie gradul 33 și ultim al Ritului Scoțian Antic și Acceptat și este ales Venerabil al Lojii bucureștene Meșterul Manole. În actul I din opera sa, Meșterul Manole reproduce aproape cuvânt cu cuvânt, ceremonialul de inițiere în gradul al treilea, cel de Maestru.
Victor Eftimiu a fost autorul pieselor de teatru în versuri Înșir'te mărgărite, Omul care a văzut moartea, Cocoșul negru, Prometeu. A introdus teatrul poetic în România după modelul lui Federico Garcia Lorca în literatura spaniolă.

## Casă monument istoric
În vara anului 2019, pentru casa în care scriitorul Cezar Ivănescu a locuit în ultima perioadă a vieții (1986-2008) a fost declanșată procedura de clasare ca monument istoric, în regim de urgență (decizie a Ministerului Culturii și Identității Naționale, solicitare înaintată în martie 2018). Clădirea, datând din anul 1894 (v. fond Eftimiu, Acad. Română), a fost casa părintească a scriitorului român de origini albaneze Victor Eftimiu (în pivinița căreia Eftimiu copil a pus în scenă primele sale piese de teatru). Având o ridicată valoare memorial-simbolică se dorește salvarea acesteia și transformarea acesteia într-un muzeu dedicat celor doi mari scriitori cu origini albaneze: Eftimiu și Ivănescu. Din păcate, în imediata sa vecinătate PMB a aprobat construirea unui bloc cu cinci niveluri, printr-o simplă consolidare a unei părți a fostei proprietăți a familiei Eftimiu, situată în București, în zonă protejată, grad maxim de protecție (an construire 1894). Conform Institutului Național al Patrimoniului, „locuința unifamilială construită la sfârșitul secolului al XIX-lea (1894) într-o manieră caracterizată de gustul specific epocii, potențialul său arhitectural și artistic este dublat de o deosebită semnificație memorial-simbolică, prin faptul că aici au locuit succesiv și au creat două personalități marcante ale culturii române, Victor Eftimiu, academician și dramaturg (1889-1972), și Cezar Ivănescu poet și traducător (1941-2008), ambii români de origine albaneză.”

## Teatru
- Meșterul Manole
- Cocoșul negru
- Înșir-te mărgărite
- Omul care a văzut moartea
- Inspectorul broaștelor
- Marele duhovnic
- Haiducii
- Parada
- Pană Lesnea Rusalim
- Strămoșii
- Crinul vieții

Akim (1914)

## Volume de versuri
- Poemele singurătății, 1913;
- Odă limbii române, 1958;
- Minciuni terestre, 1961;
- Poezii, 1964;
- Crizanteme.

## Beletristică
- Kimonoul înstelat[9], roman polițist[10]

## În alte limbi
- Kínai gyermekek (Copii din China), traducere în limba maghiară de Veress Zoltán, Ifjúsági Könyvkiadó, Bukarest, 1959.[11]

## Decorații
- Legiunea de onoare, Paris, 1933[12][este de încredere?]
- Ordinul Muncii clasa I (21 aprilie 1956) „cu prilejul împlinirii a 50 de ani de activitate literară”[13]
- Ordinul „Meritul Cultural” clasa I (26 septembrie 1966) „pentru merite deosebite în activitatea literară, artistică și de răspîndire a culturii naționale, cu prilejul Centenarului Academiei Republicii Socialiste România”[14]
- titlul de Erou al Muncii Socialiste și medalia de aur „Secera și ciocanul” (4 mai 1971) „cu prilejul aniversării a 50 de ani de la constituirea Partidului Comunist Român, [...] pentru merite deosebite în domeniul științei, artei și culturii”[15]
- Ordinul „Naim Frasheri” (cea mai înaltă distincție culturală albaneză), Albania, Tirana, 1972

## Citate celebre
Victor Eftimiu a făcut carieră în România datorită plasticității sale și a ajuns repede în folclor, mulți folosindu-l adesea, dar fără a ști adevăratul autor:
- „M-am săturat de lichele, dați-mi o canalie!”[16]
- „Arunci un pumn de aur și vezi crescând palate!” (din piesa „Cocoșul negru”)[16]